# 石桥 (梅拉诺)

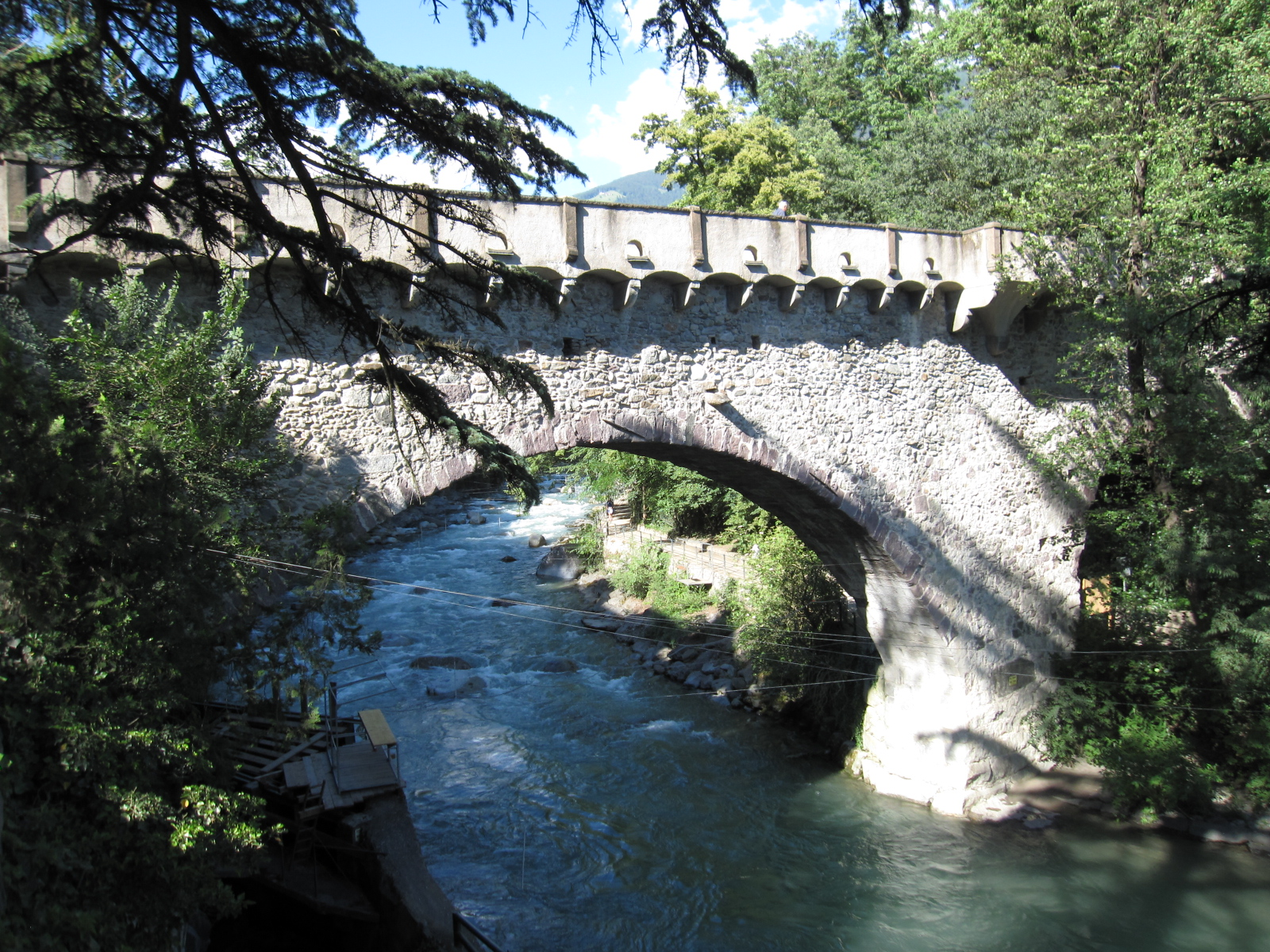
梅拉诺石桥

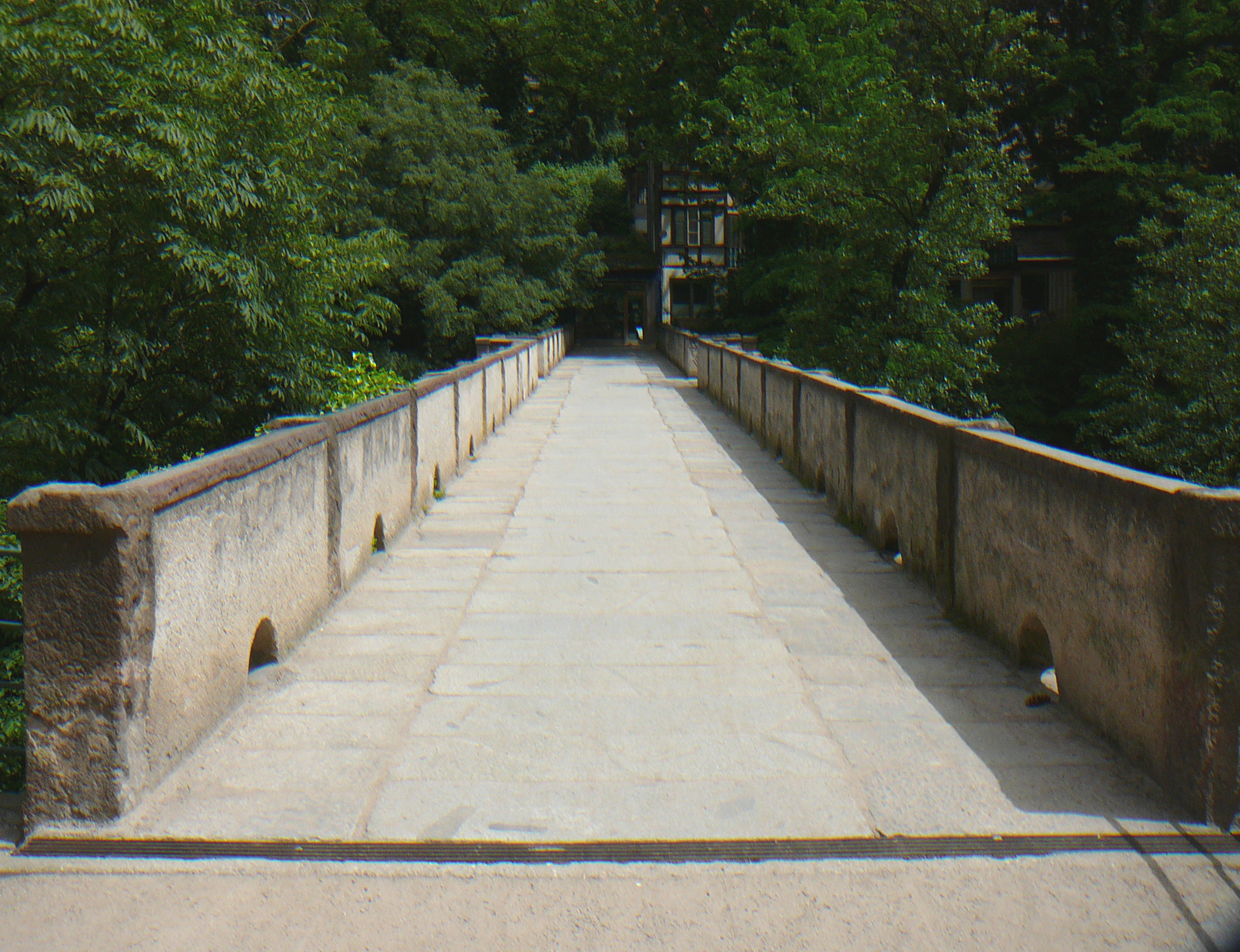
桥面

石桥（德語：Steinerner Steg），又名罗马桥（義大利語：Ponte Romano)，是意大利北部特伦蒂诺-上阿迪杰大区博尔扎诺-上阿迪杰自治省梅拉诺镇的一座石拱桥，跨帕瑟河。这座桥是该镇最古老的桥梁，连接历史中心与施泰纳赫区与奥伯迈斯区。
1615年，横跨这条河的木制渡槽年久失修，镇里决定拆除它，在此处建造一座石桥。第二年，安德烈·坦纳（André Tanner）与来自布雷萨诺内的建筑师签约。然而，新桥刚完工，就被洪水冲走。目前的桥梁于1617年完工， 靠近梅拉诺的一座城门，帕塞勒门（Passeirer Tor）。

## 命名
“罗马桥”这个名称并非起源于古罗马时期，而是在1927年12月2日，才由法西斯政府命名，是南蒂罗尔意大利化运动的一部分。